# Chris Palmer (futbolista)
Chris Palmer (16 de octubre de 1983 en Derby) es un futbolista inglés que juega como mediocampista en el Ilkeston FC.

## Carrera
Aunque su primer contrato profesional lo firmó con el Derby County en 2002, no realizaría su debut sino hasta 2004, cuando estuvo a préstamo en el Hereford United. Ese mismo año pasó al Notts County, donde encontró mayor continuidad. En 2006 fue transferido al Wycombe Wanderers, aunque luego de ser cedido al Darlington, rescindió su contrato en 2008. Permaneció una temporada en el Walsall, y en 2009 firmó con el Gillingham, donde se desempeñó hasta que en 2011 regresó a su ciudad natal para jugar en el Derby County. En 2013 viajó a Nueva Zelanda para firmar con el Waitakere United de cara a la Liga de Campeones de la OFC. Al término de la competición, volvió a Inglaterra para firmar con el Ilkeston FC.

### Clubes
| Club                         | País          | Año             |
| ---------------------------- | ------------- | --------------- |
| Derby County Football Club   | Inglaterra    | 2002 - 2004     |
| Hereford United (a préstamo) | Inglaterra    | 2004            |
| Notts County Football Club   | Inglaterra    | 2004 - 2006     |
| Wycombe Wanderers            | Inglaterra    | 2006 - 2008     |
| Darlington FC (a préstamo)   | Inglaterra    | 2007            |
| Walsall Football Club        | Inglaterra    | 2008 - 2009     |
| Gillingham Football Club     | Inglaterra    | 2009 - 2011     |
| Derby County Football Club   | Inglaterra    | 2011 - 2013     |
| Waitakere United             | Nueva Zelanda | 2013            |
| Ilkeston Football Club       | Inglaterra    | 2013 - Presente |